# Nadija Rebronja
Nadija Rebronja (Novi Pazar, 7. april 1982) srpska je pesnikinja, esejistkinja i književna kritičarka.

## Biografija
Nadija Rebronja doktorirala je književnost na Filozofskom fakultetu u Novom Sadu. Kao stipendistkinja se usavršavala na Institutu za slavistiku u Beču i Filozofskom fakultetu u Granadi. Duže ili kraće vreme živela je i u Beogradu, Sarajevu i Istambulu. Radi na Departmanu za filološke nauke Državnog univerziteta u Novom Pazaru. Zamenica je glavnog i odgovornog urednika Balkanskog književnog glasnika.
Ćerka je književnika Ismeta Rebronje, prema nekim mišljenjimanajvećeg pesnika Sandžaka.

## Književni rad
Predstavljena je na više značajnih književnih manifestacija i festivala u Evropi, Aziji i Latinskoj Americi. Po poeziji iz njene knjige Ples morima u prevodu na italijanski, 2016. godine napravljeno je osam kompozicija na konzervatorijumu Nikolo Pučini u Bariju, koje su predstavljene na nekoliko koncerata u Italiji, Danskoj i SAD. Kao naučnik-istraživač boravila je na Univerzitetu u Beču (2009) i Univerzitetu u Granadi (2010—2011). Kao predavač književnosti održala je nekoliko gostujućih predavanja na univerzitetima u Panami, na španskom jeziku. 
Njena poezija je prevođena na engleski, španski, italijanski, francuski, nemački, poljski, turski, persijski, makedonski, albanski i slovenački jezik.
Govori engleski, španski i turski, služi se ruskim i poznaje arapski jezik. 

## Nagrade
Za knjigu poezije Ples morima dobila je nagradu Aladin Lukač. Dobitnica je Priznanja za poeziju gradonačelnika grada Penonome u Panami.

### Bibliografija
Knjige poezije i proze:
- Ples morima, poezija, NB Dositej Obradović, Novi Pazar, 2008 (za koju je 2009. dobila nagradu „Aladin Lukač”)[3]
- Flamenko utopija, poezija, Povelja, Kraljevo, 2014.[7] (Drugo izdanje: ,Flamenko utopija", poezija, Dobra knjiga, Sarajevo, 2016)
- 88, međužanrovsko delo, Buybook, Sarajevo-Zagreb, 2022. (Enklava, Beograd, 2024)

Knjige na stranim jezicima:
- Alfa, Alef, Elif, izbor iz poezije na španskom jeziku, Alea Blanca, Granada, España, 2011;[8]
- Flamenco utopía, poezija na španskom jeziku, Alcorce Ediciones - Gorrion Editorial, Mexico City, Mexico, 2017.
- Borges'in Gözlerinden, poezija na turskom jeziku, Gece Kitaplığı, Ankara, Türkiye, 2018.
- Фламенко утопија, poezija na makedonskom jeziku, PNV Publishing, Skopje, 2020.
- Flamenco utopie, poezija na francuskom jeziku, Editions Phi, Luxembourg, 2021.
- 88, međužanrovsko delo na makedonskom jeziku, PNV Publishing, Skopje, 2023.
- 88, međužanrovsko delo na španskom jeziku, Alcorce Ediciones, Puebla, Mexico, 2024.
- 88, međužanrovsko delo na nemačkom jeziku, Edition taberna kritika, Bern, Švajcarska, 2024.

Naučne studije:
- Derviš ili čovek, život i smrt. Religijski podtekst romana Derviš i smrt Meše Selimovića, Službeni glasnik, Beograd, 2010;[9]
- Tačke ispod teksta, istočno od Zapada. Prilozi južnoslovenskoj komparatistici i interkulturalnom čitanju, Akademska knjiga, Novi Sad, 2023.

## Spoljašnje veze
- „NADIJA REBRONJA, PJESNIKINJA: Poezija je sama pronašla put ka muzici”. Monitor online. 2016-11-11. Приступљено 2025-08-19.
- Knjiga Alfa, Alef, Elif na španskom jeziku Архивирано на веб-сајту  (7. април 2022)
- Intervju za Al Jazeeru
- Poezija u Sarajevskim sveskama
- Promocija knjige Derviš ili čovek, život i smrt u okviru stogodišnjice rođenja Meše Selimovića
- Intervju za crnogorski nedeljnik Monitor
- Poezija na španskom u meksičkom časopisu Circulo de poesia
- Poezija Nadije Rebronje u italijanskom časopisu FILI D'AQUILONE
- U časopisu Agon
- Na sajtu Ratkovićevih večeri poezije